# جاكس (مورتال كومبات)
جاكس هو شخصية خيالية في سلسلة ألعاب القتال مورتال كومبات. ظهر للمرة الأولى كشخصية قابلة للعب في مورتال كومبات 2 سنة 1993. وهو فرد من أفراد القوات الخاصة الأمريكية يتميز يقوته الجسدية. كان البطل في لعبة مورتال كومبات سبيشال فورسيس. كما كان أحد الـ 11 شخصية التي مثلت السلسلة في اللعبة المشتركة مورتال كومبات: فيرسز دي سي يونيفرس.